# 波斯雙陸
波斯雙陸（Nard），是古波斯流行的雙陸棋。

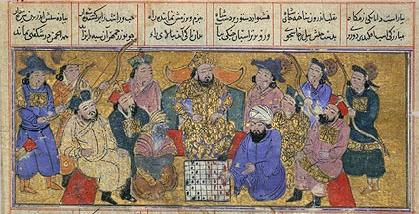
印度人帶恰圖蘭卡至波斯王宮

六世紀時，印度人帶恰圖蘭卡至波斯王宮，而波斯人之後也帶波斯雙陸去印度。

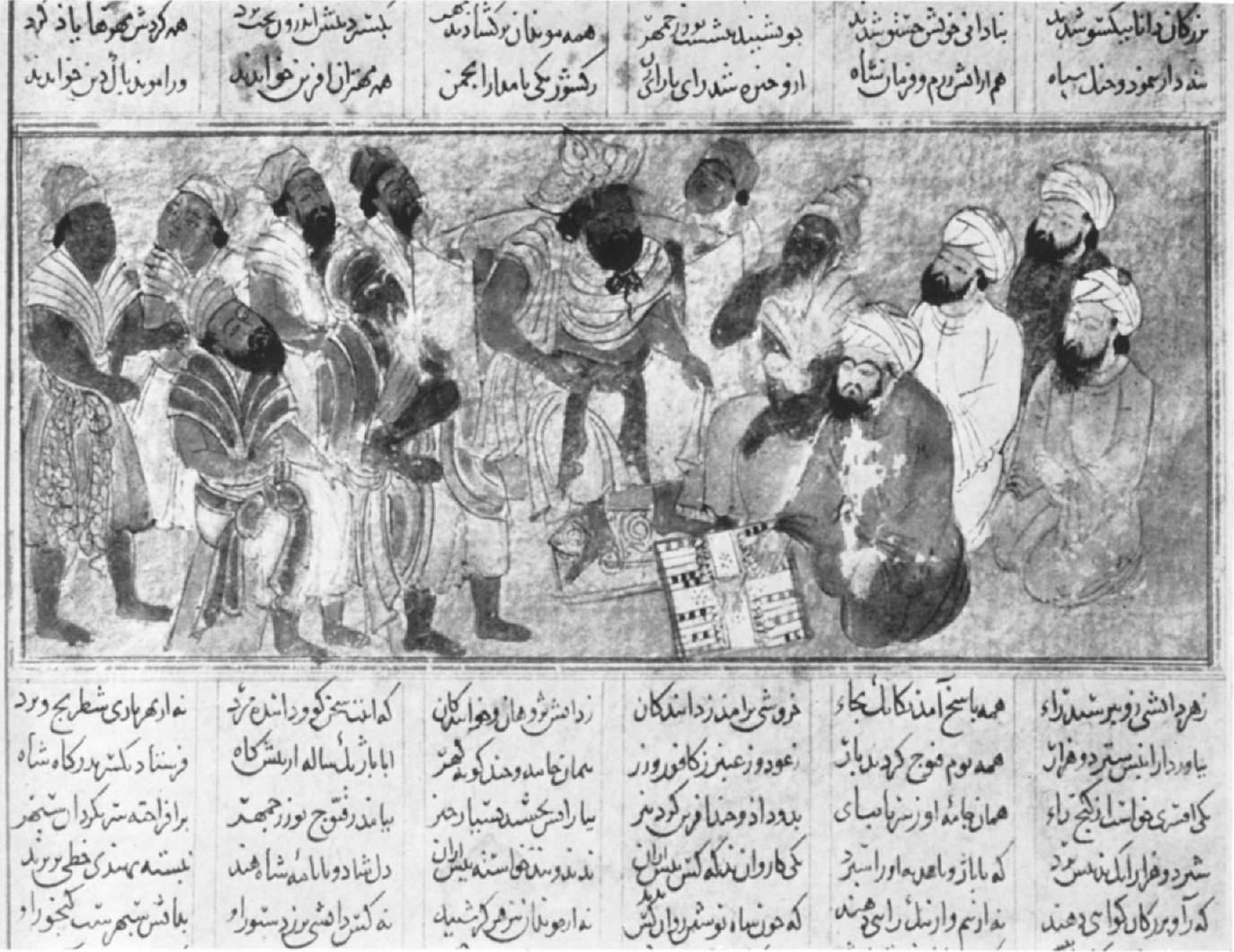
波斯人帶波斯雙陸至印度王宮